# Kerry blue-terrier
Kerry Blue Terrier er en hunderace af typen terrier der kommer fra Kerry i Irland. Den blev brugt til jagt, kvæghyrde, hundeslagsmål og vagt. I dag er det en selskabs og brugshund og bliver bl.a. i enkelte tilfælde benyttet som narkotikahund af det danske politi.

## Fodnoter
1. ↑  "Politi.dk". Arkiveret fra originalen 18. maj 2014. Hentet 7. maj 2009.